# Werner Böhmer
Werner Böhmer (* 11. März 1915 in Siegen; † 11. Juni 2014 in München) war ein deutscher Jurist. Er war von 1965 bis 1983 Richter des Bundesverfassungsgerichts.

## Leben
Werner Böhmer studierte Rechtswissenschaft, Philosophie und Geschichte in München und Freiburg. Nachdem 1936 vorübergehend ein Studienverbot gegen ihn verhängt worden war, legte er 1944 und 1948 die beiden juristischen Staatsprüfungen ab.
Nach der Promotion (Dissertation Die Rechts- und Sachmängelhaftung bei der Einbringung einer Sacheinlage in eine offene Handelsgesellschaft) trat er in den bayerischen Staatsdienst ein.
1957 wurde Böhmer zum Richter am Bundesverwaltungsgericht ernannt.
Vom 10. Februar 1965 bis zum Ausscheiden aus dem Dienst am 5. Juli 1983 war er Richter des Bundesverfassungsgerichts. Während seiner Zugehörigkeit zum Bundesverfassungsgericht war er Mitglied des ersten Senats. Er galt innerhalb des Gerichtes als Spezialist bezüglich der Eigentumsgarantie des Art. 14 GG. Insbesondere wirkte er am Nassauskiesungsbeschluss BVerfGE 58, 300 – 1 BvL 77/78 mit, der im Juli 1981 verkündet wurde und der die Diskussion zum Staatshaftungsrecht nachhaltig bis in die Gegenwart hinein prägt.
Im Verfahren Schwangerschaftsabbruch I im Jahre 1975 verließ Böhmer den Saal, bevor Richterin Wiltraut Rupp-von Brünneck ihr Sondervotum vortrug, welches Böhmer als Affront empfand.
Seit 1979 war Böhmer zudem Professor an der Universität für Verwaltungswissenschaften in Speyer.
Im Jahr 1968 wurde Werner Böhmer das Verdienstkreuz der 1. Klasse des Verdienstordens der Bundesrepublik Deutschland verliehen, 1983 das Große Verdienstkreuz mit Stern und Schulterband.
Er lebte zuletzt mit seiner Ehefrau in München.